# Ontwikkeling van kikvorsachtigen

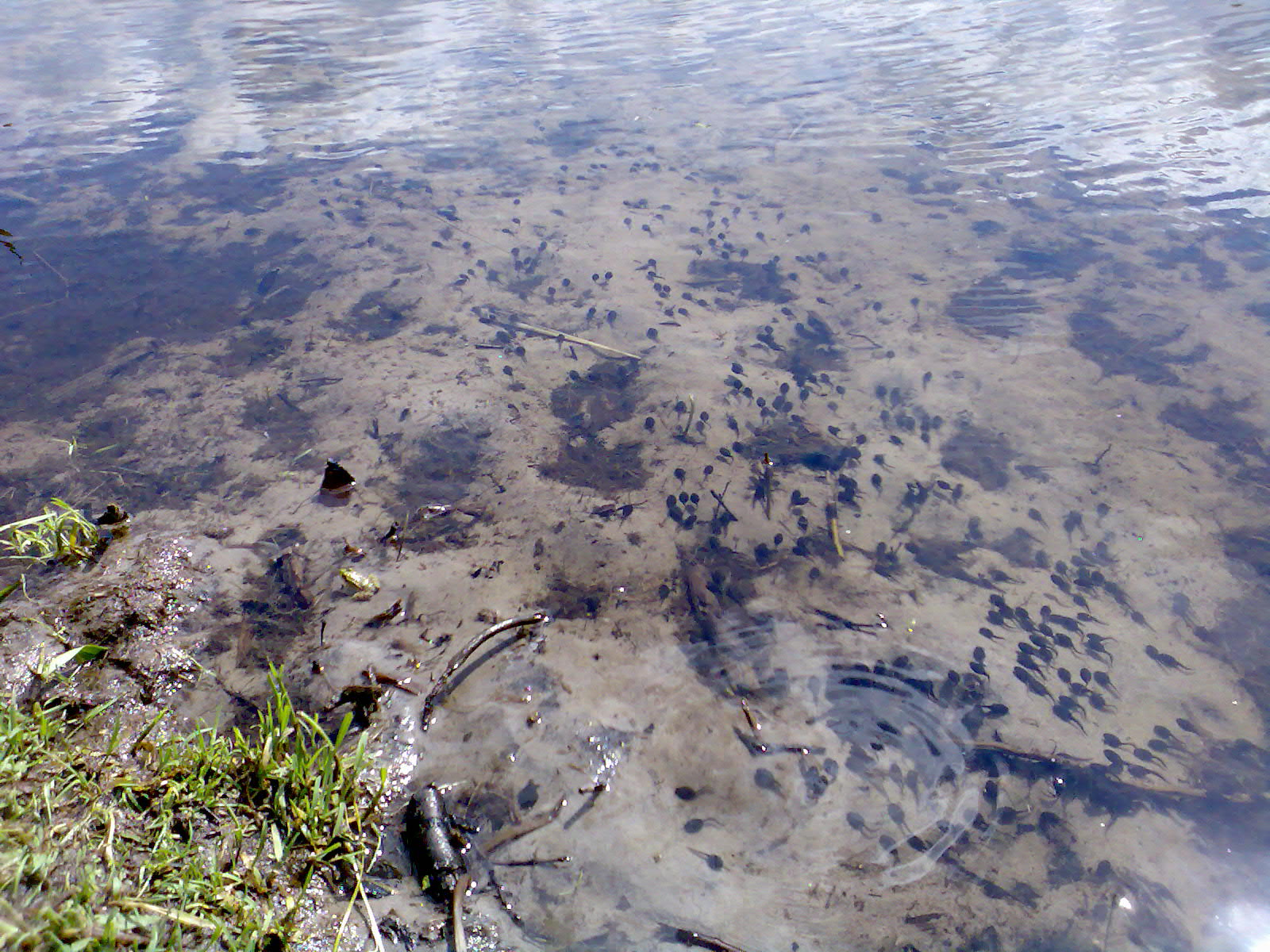
Kikkervisjes kunnen massaal voorkomen, hier larven van de gewone pad in de Briese, een rivierarm van de Havel in het noorden van Berlijn.

De ontwikkeling van de kikkers is het proces van ei tot adult bij de kikkers (Anura). De tussenliggende stadia worden respectievelijk het embryonale, het larvale en het subadulte stadium genoemd.
Kikkers zetten de eieren (kikkerdril of kikkerrit genoemd) af in het water; dit is een verzameling eieren met een gelatineus en glibberig, doorzichtig omhulsel. Uit de eieren komen na enige dagen tot weken de larven of kikkervisjes tevoorschijn. De larven worden ook wel dikkopjes, donderkopjes of kwakkebollen genoemd. Ook de larven van padden worden kikkervisje genoemd, het idee dat kikkers en padden twee verschillende groepen zijn, is echter verlaten.
In tegenstelling tot andere amfibieën, zoals salamanders, zijn kikkers slechts zelden eierlevendbarend; wel kunnen ze zich op het land ontwikkelen. Het verschil met larven van salamanders is dat salamanderlarven geen volledige metamorfose kennen. Zo hebben ze uit het ei al direct vier pootjes, en de staart wordt alleen maar groter, terwijl deze bij kikkervisjes uiteindelijk verdwijnt. Ook zijn salamanderlarven zeer kannibalistisch en echte roofdieren, in tegenstelling tot de larven van kikkers.

## Ontwikkeling
In de onderstaande tabel is de ontwikkeling in verschillende stappen van bevrucht ei tot kleine kikker weergegeven. De ontwikkeling wordt verdeeld in de zogenaamde Gosnerstadia. Dit door K.A. Gosner in 1960 ontwikkelde schema telt 60 stappen, die worden doorlopen van ei tot adult en in principe bij alle kikkers voorkomen. Een andere indeling is die in veldstadia, waarbij de ontwikkeling van de larven is verdeeld in acht stappen. Zowel een aantal embryonale stadia als de veldstadia (met bijbehorende Gosnerstadia) zijn onderstaand beschreven.
| De ontwikkeling van ei tot subadult | De ontwikkeling van ei tot subadult                    | De ontwikkeling van ei tot subadult |
| ----------------------------------- | ------------------------------------------------------ | --- |
|                                     | Ei Foto: klauwkikker                                   | De vrucht is vaak gepigmenteerd en zwart van kleur en rond van vorm. Na een paar uur wordt een deling zichtbaar en het ei verandert van vorm. |
|                                     | Embryo in vroege ontwikkeling Foto: klauwkikker        | Het embryo krijgt een komma-achtige vorm, waarbij de buikzijde korter is dan de rugzijde. Bij embryo's van salamanders is dit overigens precies andersom; de buikzijde is langer. |
|                                     | Het embryo ontwikkelt zich verder Foto: bruine kikker  | De kop en het lichaam snoeren zich af en de staart begint zich te ontwikkelen en is zichtbaar als een knop. Het hechtorgaan is al aanwezig tussen de kop en de buik, hiermee zet het dier zich later vast op planten en andere objecten.                                                     |
|                                     | Ontwikkeling van externe kieuwen Foto: bruine kikker   | Kop en staart zijn duidelijk te onderscheiden door de lateraal (aan de zijkant) afgeplatte staart maar dorsaal (aan de bovenzijde) afgeplatte kop. De kieuwen worden zichtbaar als kleine pluimpjes.                                                                                         |
|                                     | Ontwikkeling van de staart Foto: bruine kikker         | De staart is langer dan het lichaam, de kieuwen zijn pluimachtig en duidelijk zichtbaar. De oogaanzet is duidelijk te zien en de staart heeft zowel aan de boven- als onderzijde een staartzoom.                                                                                             |
|                                     | Van embryo naar larve Foto: bruine kikker              | Het kikkervisje is aan het eind van het embryonale stadium of heeft het ei net verlaten en leeft de eerste tijd van de dooier. De kieuwen zijn klein maar nog goed te zien. |
|                                     | Veldstadium 1 (Gosner stadium 25) Foto: bruine kikker  | De kieuwen worden kleiner en het kikkervisje ontwikkelt tandenrijen waarmee voedsel vermalen kan worden. Hierdoor kan de larve vast voedsel opnemen en vaak verandert het voedselpatroon. |
|                                     | Veldstadium 2 (Gosner stadia 26 - 30) Foto: onbekend   | De achterpoten beginnen zich te ontwikkelen maar bestaan nog uit twee kleine stompjes die gemakkelijk verward kunnen worden met de feces of de anus van de larve, de anus is voorzien van een buisvormige structuur. Afgebeeld is de larve van een onbekende soort.                          |
|                                     | Veldstadium 3 (Gosner stadia 31 - 35) Foto: gewone pad | De achterpoten ontwikkelen zich nu en worden steeds groter en beter zichtbaar. De tenen die in het begin zijn versmolten (Gosner 31) separeren zich en zijn steeds beter te onderscheiden. De voorpoten ontwikkelen zich in de kieuwzakken aan de voorzijde en zijn hierdoor niet zichtbaar. |
|                                     | Veldstadium 4 (Gosner stadia 36 - 40) Foto: gewone pad | De tenen splitsen zich steeds verder en bij Gosner 37 zijn ze volledig gescheiden, in Gosner 38 is de metatarsusknobbel zichtbaar. |
|                                     | Veldstadium 5 (Gosner stadium 41) Foto: gewone pad     | De buisvormige anusuitgang wordt afgebroken, de monddelen worden omgebouwd waarbij de tanden en de hoornkaak afvallen. De voorpoten bevinden zich nog in de kieuwzakken maar zijn duidelijk te zien als twee bulten aan weerszijden van het lichaam.                                         |
|                                     | Veldstadium 6 (Gosner stadium 42) Foto: gewone pad     | De voorpoten komen tevoorschijn en hebben direct gespleten tenen. De kop wordt platter en de ogen worden groter en gaan uitpuilen. |
|                                     | Veldstadium 7 (Gosner stadia 43 - 45) Foto: gewone pad | De kop is nu typisch kikker-achtig, voor- en achterpoten zijn volledig ontwikkeld. Het kikkervisje lijkt uiterlijk op een kikker maar heeft nog wel een staart. |
|                                     | Veldstadium 8 (Gosner stadium 46) Foto: gewone pad     | De staart is bijna verdwenen en de larve is nu vrijwel volledig gemetamorfoseerd tot een klein kikkertje. Het is dan een juveniel en alle volgende Gosner-stadia (47 tot 60) beschrijven de verdere ontwikkeling tot subadult en volwassen kikker.                                           |
|                                     | Subadult Foto: gewone pad                              | De jonge kikker krijgt de kleuren van de oudersoort en verlaat het water om pas terug te keren als het volwassen stadium is bereikt, meestal enkele jaren later. |

### Ei
Een kikker begint zijn leven in een ei; de eiermassa wordt meestal in het water afgezet. In het ei vindt de ontwikkeling plaats van embryo tot larve. Zodra het embryonale stadium is voltooid, verlaat de larve het ei. Het ei van een kikker heeft meerdere functies:
- een ideale en constante vochtigheid;
- bescherming tegen uitdroging;
- het vasthouden van warmte;
- bescherming tegen predatie;
- bescherming tegen schimmels en bacteriën;
- centreren van het zonlicht naar de vrucht door de lensvorming.

De vorm en de grootte van het ei zijn afhankelijk van de soort en de specifieke aanpassingen. Sommige kikkersoorten kennen geen vrijzwemmend larvestadium: de larven metamorfoseren in het ei. Dergelijke eieren zijn relatief groot vanwege de grote dooier; de larve kan immers zelf geen voedsel verzamelen. Ook zijn de eieren van zich op het land ontwikkelende soorten meestal minder of niet gepigmenteerd en zijn lichter tot wit van kleur. De eieren van dergelijke soorten worden altijd afgeschermd van de zon, omdat ze anders uitdrogen.
Kikkers die de eieren vroeg in het voorjaar in het water afzetten, hebben grotere geleiachtige omhulsels en een zwart gekleurde vrucht in vergelijking met soorten die de eitjes pas later in het jaar afzetten. Dit heeft te maken met de lagere temperaturen in het voorjaar: de grotere omhulsels vangen meer zonlicht weg en de zwarte kleur van het embryo neemt meer warmte op.
In Nederland en België leggen kikkers een ronde, geleiachtige bol eieren vaak drijvend net onder het wateroppervlak. De eieren hebben zonlicht nodig omdat de temperatuur van grote invloed is op de ontwikkeling van de eieren. Padden leggen eieren in lange eiersnoeren, die tussen de waterplanten worden gewikkeld. Dit wordt ook wel paddendril genoemd en omdat de snoeren vaak in een kluwen worden gewonden, is het verschil soms moeilijk te zien. De eimassa van de knoflookpad is een combinatie hiervan; langwerpige klonten eieren, die vaak om een voorwerp zoals een waterplant worden 'gevouwen'. De meeste inheemse kikkers en padden leggen de eieren bij voorkeur in permanente wateren met enkele honderden tegelijk, op de knoflookpad en Europese boomkikker na. De laatste legt de eieren in meerdere kleine groepjes van hooguit tientallen eieren in klompjes ter grootte van een walnoot.
Niet-bevruchte eieren worden grijs en later wit. Beschimmelde eieren krijgen een wittige waas in het normaal gesproken doorzichtige omhulsel. Recent onderzoek naar het verdwijnen van kikker- en paddensoorten heeft aangetoond dat eiersterfte de voornaamste oorzaak is, wat overigens voor alle amfibieën geldt. Vervuiling en verhoogde ultraviolette-straling verzwakken de weerstand tegen bepaalde soorten schimmels, die hierdoor een grote opmars hebben gemaakt. In de tropen zijn sommige dieren, zoals een aantal soorten slangen, gespecialiseerd in het opsporen en eten van kikkereieren, zie afbeeldingen onder.

### Van zygote tot larve

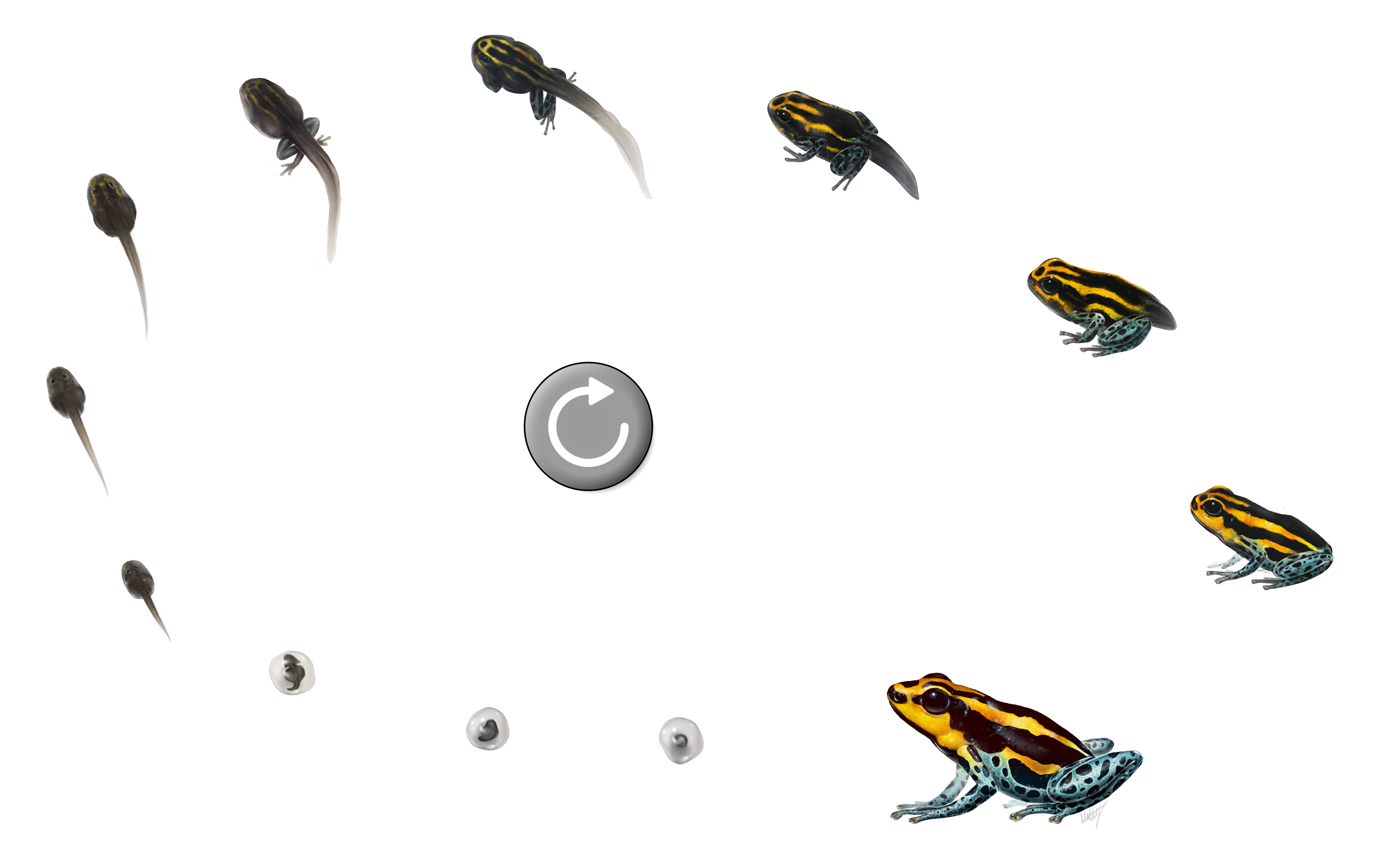
Ontwikkelingsfases van de pijlgifkikker Ranitomeya imitator.

De bevruchte, ongedeelde eicel (zygote) van kikkers is met een volume van 1,6 miljoen keer dat van een normale lichaamscel uitzonderlijk groot in vergelijking met andere dieren. Dit is naast het doorzichtige omhulsel de belangrijkste reden waarom de kikkerembryo's veel worden gebruikt in onderzoek naar de embryonale ontwikkeling van gewervelde dieren. Een andere bijzonderheid is dat het ei zich zal ontwikkelen tot een jonge larve, die als het ei wordt verlaten, miljoenen lichaamscellen heeft, maar nauwelijks in omvang is toegenomen. De eicel bestaat vlak na bevruchting uit twee delen, die polen worden genoemd. De dierlijke pool is gepigmenteerd en is donker gekleurd, de vegetatieve pool is licht van kleur. Na de bevruchting deelt de cel zich waarbij het volume niet toeneemt, dit wordt klieving genoemd. Na de eerste en tweede deling is de cel in vier delen verdeeld. Na de derde deling, waarbij er acht cellen zijn gevormd, splitsen de vegetatieve en de dierlijke pool zich waarbij het vegetatieve deel duidelijk groter is. Bij alle volgende delingen splitsen de dierlijke cellen zich echter sneller dan de vegetatieve cellen, ze worden niet alleen groter in aantal maar ook steeds kleiner van afmeting.
Na 24 uur is de zygote veranderd in een holle structuur met aan de buitenzijde duizenden cellen, de blastula , de holte wordt blastocoel genoemd en is gevuld met vloeistof. Met het blote oog is er tussen de bevruchting en de vorming van de blastula en blastocoel geen verschil waarneembaar. Pas als er ongeveer 4000 cellen zijn, vindt er een duidelijke verandering plaats, waarbij er verschillende structuren ontstaan die bestaan uit lagen. De buitenste laag wordt het ectoderm genoemd, de binnenste laag het endoderm met daartussen het mesoderm of tussenlaag. Een onderbreking in het ectoderm zal later uitgroeien tot de uiteindelijke anus en wordt blastoporus genoemd. De blastocoel wordt kleiner en een andere holte wordt gevormd, die de basis vormt voor de lichaamsholte. Het endo-, meso- en ectoderm veranderen in structuren die de belangrijkste organen en andere lichaamsdelen zullen worden:
- Ectoderm: huid, wervelkolom, tastzintuigen, hersenen.
- Mesoderm: ruggenmerg, spieren, botten, bloed, geslachtsorganen.
- Endoderm: darmen, longen, lever, blaas, gifklieren, thymus.

De ontwikkeling van de verschillende organen is nu zichtbaar in het ei, dat langzaam steeds meer van vorm verandert tot de staart en kop van elkaar zijn te onderscheiden. Als de kieuwen zich ontwikkelen, staat de larve op het punt het ei te verlaten, waarna het embryonale stadium is voltooid en de larve het ei verlaat.

### Larve

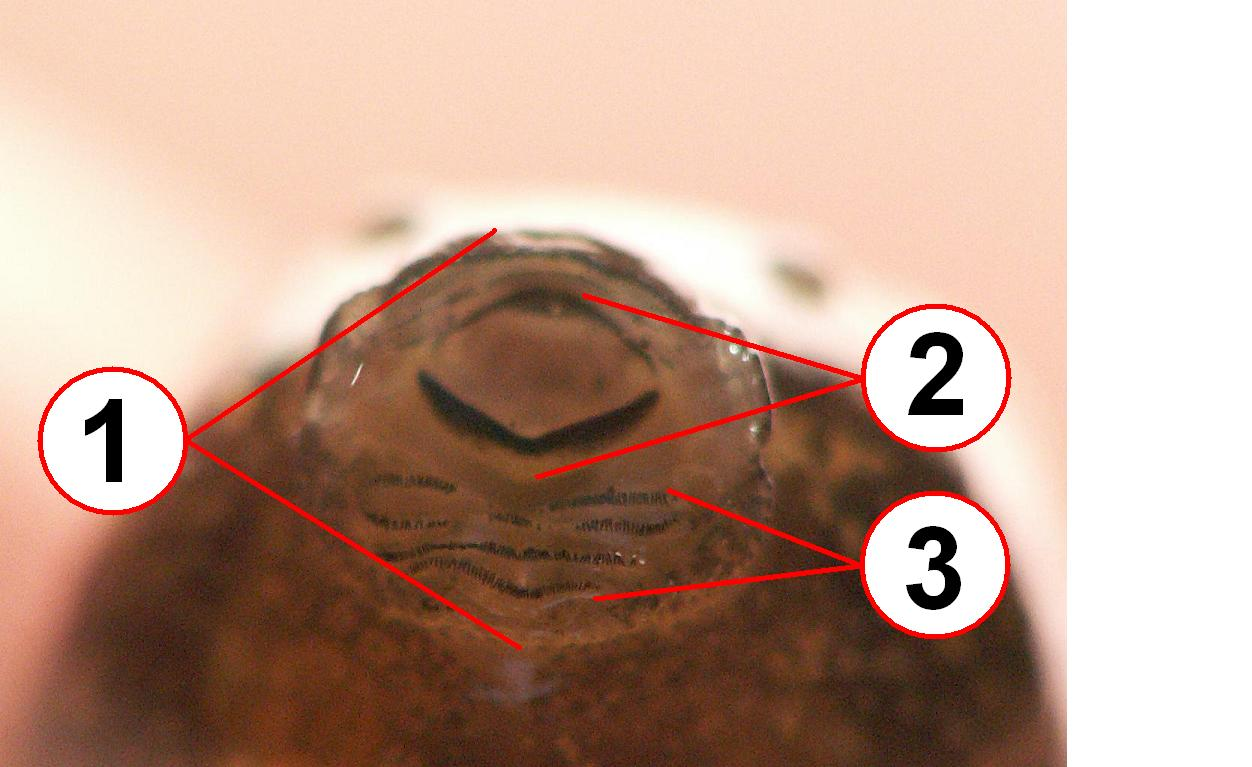
Mondveld (1), mondopening (2) en liptandjes (3) op de onderlip van de larve van de bruine kikker.

Kikkervisjes hebben kieuwen en een lange zijdelings afgeplatte staart, maar hebben nog geen poten. Ook is het lijf erg rond, later wordt het meer ovaal. Al vrij snel ontwikkelen zich longen, waardoor kikkervisjes ook gemakkelijk massaal in ondiepe plassen kunnen voorkomen zonder zuurstofgebrek te kennen. De voorpootjes ontwikkelen zich al snel, maar worden bedekt met een kieuwdeksel. De metamorfose is een snel en erg ingrijpend proces, dat slechts enkele dagen tot een etmaal duurt. De spiraaldarm verdwijnt, de ogen en het zenuwstelsel ontwikkelen zich, zodat de kikkers stereoscopisch zicht hebben. De grote kikkerkaken ontstaan en de spiraaldarm van de larve wordt afgebroken. Het verdwijnen van de staart is een wat geleidelijker proces. Nadat een kikkervisje een klein kikkertje is geworden, duurt het in gematigde streken vaak nog twee jaar eer het dier geslachtsrijp is. Tropische soorten kennen geen winterslaap en beschikken over een constant warme en vochtige leefomgeving, waardoor ze zich veel sneller kunnen ontwikkelen; wel kennen ze vaak periodes van aestivatie, ofwel zomerslaap, om de droge tijd te overleven.
De kikkervisjes van sommige soorten lijken sprekend op elkaar en zijn dan alleen met enige ervaring te onderscheiden. Belangrijke verschillen zijn de vorm en hoogte van de staartzomen en de hechtorganen, de positie van de ogen en de kleur, tekening en pigmentatie van het lichaam. Sommige soorten zijn ongepigmenteerd en bijna doorzichtig. Met name de hoeveelheid en vorm van de tandenrijen, die bestaan uit liptandjes, is bij iedere soort iets anders. Bij de roodbuikvuurpad is de mondomgeving bijna driehoekig en lopen de tandenrijen evenwijdig aan elkaar. Bij de knoflookpad is het mondveld eivormig en zijn de tandenrijen onregelmatig..
Kikkervisjes worden in Nederland en België meestal nog geen drie centimeter lang. De larven van de meerkikker kunnen tot 12 cm lang worden, die van de knoflookpad en de middelste groene kikker tot 18 cm. Larven van de groene kikker overwinteren.
Soms komen reuzenvormen voor, bij deze dieren is de hormoonhuishouding verstoord waardoor ze wel steeds groter worden, maar in ontwikkeling vrijwel stil staan. Deze langer durende metamorfose wordt tijdelijke neotenie genoemd, van de larven van de gewone pad is bekend dat ze drie jaar in het larvestadium kunnen blijven. De metamorfose wordt ingezet door thyroxine terwijl prolactine een tegengesteld effect heeft. Voor de vorming van thyroxine is jodium nodig, zodat reuzengroei van larven veelal duidt op een gebrek aan jodium in het milieu of voedsel.
Kikkervisjes leven na uit het ei te zijn gekropen de eerste dagen van de dooier, die nog niet helemaal opgeteerd is, ook eten ze delen van het ei. Larven van de gewone pad zijn in het begin voornamelijk herbivoor en leven van algen. Na een tijdje gaan ze ook aas eten als in het water gevallen regenwormen maar ook dode watervogels worden kaalgevreten. Hoewel ze een zeer klein mondje hebben, zijn de tanden van kikkervisjes vlijmscherp. Als er te weinig voedsel is, worden ze vaak kannibalistisch en eten verzwakte soortgenoten levend op. Bij sommige kikkers is dit zelfs een overlevingsstrategie; doordat de kikkervisjes van elkaar leven, kunnen de eitjes worden afgezet in kleine tijdelijke waterplassen waar geen voedsel is, maar ook vijanden ontbreken.
Inheemse kikkers en padden leggen de eieren meestal in permanente wateren met enkele honderden tegelijk. Er komen dus in één keer veel larven uit de eieren, maar omdat permanente wateren meer roofdieren bevatten, worden vaak maar enkele eieren uiteindelijk een kikker. Vissen eten niet graag de larven van padden. Padden kunnen massaal in metamorfose gaan en na de metamorfose het landbiotoop binnentrekken (paddenregen). Vijanden van kikkervisjes zijn vissen, salamanders en waterinsecten zoals de geelgerande watertor. Ook larven van landinsecten die in het water leven zoals de larven van libellen eten graag kikkervisjes. Watersalamanders kunnen een flinke slachting aanrichten onder de larven en eieren van de bruine kikker.

### Broedzorg
Ongeveer 10% van alle kikkers kent een of andere vorm van broedzorg en voedt en beschermt de eitjes of de larven. Tevens kent een aantal soorten een verregaande vorm van ontwikkeling en niet uit alle eitjes kruipt een kikkervisje, omdat het larvale stadium zich bij deze soorten volledig in het ei voltrekt. Voorbeelden van kikkers die hun larven beschermen, zijn met name de pijlgifkikkers. De eieren worden bewaakt door een van de oudersoorten, die over het legsel urineert als het dreigt uit te drogen. De larven worden door de ouders op de rug vervoerd naar een groter water als ze groter worden. Sommige pijlgifkikkers (geslacht Oophaga, ōon = ei en phagein = eten) produceren niet alleen bevruchte eieren, maar ook onbevruchte, die aan de larven gevoerd worden. Zo hoeven deze geen energie te besteden aan het zoeken naar voedsel. Er is ook een nadeel: als de eitjes op zijn of het vrouwtje wegblijft, eten ze elkaar op.
Soorten uit de familie Alytidae transporteren de eieren door deze op de achterpoten te dragen, een voorbeeld is de vroedmeesterpad (Alytes obstetricans). De soorten uit het geslacht Flectonotus hebben huidflappen op de rug, waarin de eieren worden bewaard, deze zijn echter nog zichtbaar. De buidelkikkers uit het geslacht Gastrotheca gaan nog verder, bij deze kikkers worden de eieren volledig bedekt door de huid van de rug. Er zijn ook kikkers met dergelijke flappen op de heupen.
Andere vormen van broedzorg vinden we bij de geslachten bekbroeders (Rhinoderma) en de uitgestorven maagbroeders (Rhinoderma). Bekbroeders nemen de eitjes in de kwaakblaas en spugen de juvenielen pas uit als ze volledig zijn ontwikkeld, wat ten minste 6 weken duurt. De maagbroeders slikten de eieren door en broedden ze uit in de maag. Zowel de eieren als de larven scheidden een prostaglandine (E2 (PGE2)) af, een stof die het maagzuur neutraliseert. Overigens worden ook door de mens prostaglandinen geproduceerd om de maagwand te beschermen tegen het maagzuur.
Bij een groeiend aantal soorten is ontdekt dat het vrijzwemmende larvestadium ontbreekt en de metamorfose zich volledig in het ei voltrekt en uit de eitjes direct kleine kikkertjes kruipen. Meestal worden de eitjes in de vochtige bosbodem afgezet. Sommige kikkers maken gebruik van andere manieren om het vrijzwemmende larvale stadium te omzeilen. Dit heeft als groot voordeel dat de kikker niet meer afhankelijk is van oppervlaktewater in de paartijd, en dus een voorsprong heeft op andere soorten in gebieden met weinig open water. Ook hoeven de larven geen voedsel te zoeken en kunnen ze niet door waterdieren worden opgegeten. Nadelen zijn dat de eitjes groot zijn en niet zo talrijk, het embryo heeft een grote dooier nodig. Ook een grotere kans op beschimmeling, en predatie van de eieren door landdieren zoals slangen en wespen waarbij eenmaal ontdekt het hele nest verloren gaat.
Soorten uit het geslacht Eleutherodactylus zetten de eitjes af in vochtige aarde of bladeren waar ze zich volledig ontwikkelen tot kleine kikkertjes. Bij een aantal soorten worden de legsels bewaakt, schoongehouden en soms verplaatst door de ouderdieren.
Soorten uit het geslacht Philautus, behorend tot de familie schuimnestboomkikkers (Rhacophoridae), zetten de eieren af in een schuimnest, het legsel wordt met de achterpoten opgeklopt tot het schuimt en wordt vaak tussen samengevouwen bladeren beplakt waar de kikkervisjes zich ontwikkelen tot jonge kikkertjes. Alle andere schuimnestboomkikkers kennen hetzelfde trucje, maar zijn niet zo gespecialiseerd. Het schuimnest wordt altijd boven het water gehangen en zodra de eitjes uitkomen laten de larven zich in water vallen waar ze zich verder ontwikkelen.

### Subadult
De kleine kikkertjes worden niet verzorgd door de ouderdieren, maar staan er alleen voor. Ze verlaten, enkele weken nadat ze zijn geboren, het water en waaieren uit in de omgeving maar blijven, afhankelijk van de soort, vaak wel in de buurt van het geboortewater. Tot ze volwassen zijn leven ze voornamelijk op het land. Het water wordt wel gebruikt om naar te vluchten. Jonge kikkers eten kleinere prooien en moeten vaak oppassen voor grotere soortgenoten die kannibalistisch zijn. De meeste exemplaren overleven slechts kort en slechts weinig individuen bereiken de volwassen leeftijd.

### Adult
Zie ook het hoofdartikel kikkers
De meeste soorten worden na een tot twee jaar volwassen. Als een kikker volwassen is, kan het dier zich voortplanten gedurende de rest van zijn leven. De meeste soorten worden niet ouder dan een jaar of vier tot zes, grotere soorten met een lagere predatiedruk kunnen wat ouder worden tot acht of tien jaar. Van enkele soorten is bekend dat een leeftijd van meer dan 20 jaar kan worden bereikt.

## Eigenaardigheden

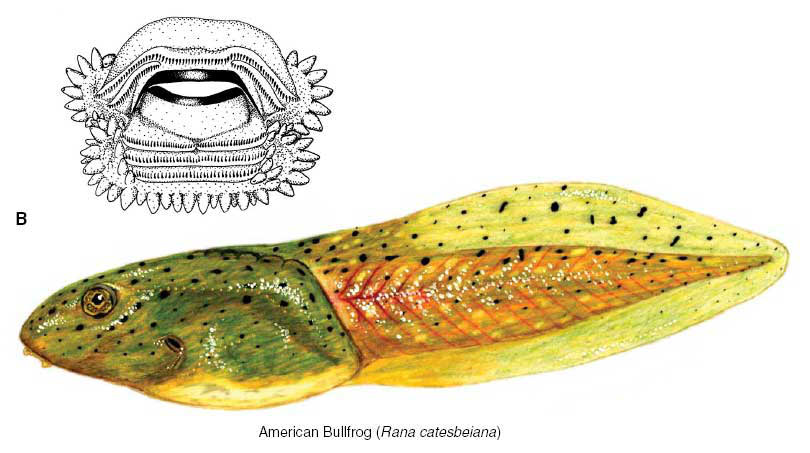
Mondveld en larve en van de brulkikker.

Sommige soorten kikkers en padden kennen geen larvestadium; uit het ei kruipen direct kleine kikkertjes, vaak met nog wel een staartje. Een voorbeeld is de Surinaamse pad, waarbij de larven letterlijk in de rug van de moeder groeien, en er na enige tijd kleine padjes uit de huid kruipen. Er zijn meer soorten met eigenaardigheden:
- Kikkervisjes van de agapad (Chaunus marinus) blijven bij elkaar en vormen een soort mat op de bodem van een poel. Ze zijn vaak zo talrijk dat ze een bron helemaal kunnen kaalvreten.
- De larven van veel beekbewonende kikkers hebben een lange zuigsnuit. Hiermee zuigen ze zich vast op een steen en filteren kleine waterdiertjes uit het water die met de stroom worden aangevoerd.
- Staartkikkers (Ascaphus) verliezen niet de gehele staart; er blijft een uitsteeksel zichtbaar.[1]
- Veel pijlgifkikkers (Dendrobatidae), vaak mannetjes, nemen de kikkervisjes op de rug naar een andere waterbron.
- Mannelijke darwinkikkers (Rhinodermatidae) bewaren de larven in de keelzak tot ze pootjes hebben, ze worden daarom ook wel bekbroeders genoemd.
- De larven van de dwergklauwkikker lijken qua manier van eten op salamanderlarven; het zijn jagers en ze eten kleine waterdiertjes, die ze snel naar binnen zuigen met de buisvormige bek en het water eruit persen via de kieuwopeningen.
- Schuimnestboomkikkers (Rhacophorus) leggen de eieren in een schuim-achtige substantie die ze aan bladeren die boven het water hangen, plakken en deze soms zelfs tot een nest vouwen. De kikkervisjes die uit het ei komen, vallen dan in het water; hierdoor lopen ze een kleinere kans op beschimmeling als ei.

## Trivia
- De embryonale ontwikkeling van de kikvorsachtigen is van alle dieren het makkelijkst bestudeerbaar omdat de ei-omhulsels doorzichtig zijn en de vrucht relatief groot en gepigmenteerd is. De oöcyten van bijvoorbeeld de klauwkikker worden over de hele wereld gebruikt om meer te weten te komen over embryonale ontwikkeling bij gewervelde dieren. Tegenwoordig wordt de zebravis hiervoor het meest gebruikt.
- Sterrenschot, ook wel heksensnot genoemd, is een geleiachtige substantie die men vanaf het voorjaar in de natuur kan aantreffen. De gelatineachtige brij ontstaat als een reiger of een marterachtige een zwangere wijfjeskikker verorbert. In de maag van de predator zwellen de hydrofiele ei-omhulsels op, waarna de substantie wordt uitgebraakt.

## Afbeeldingen

### Kikkervisjes van verschillende soorten

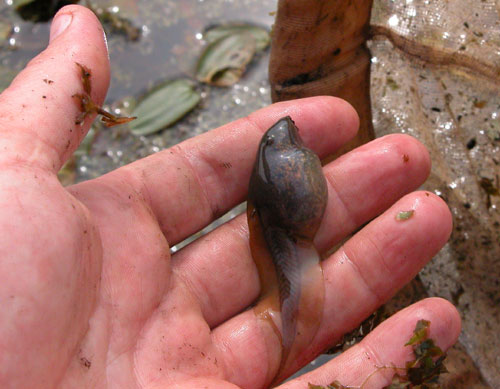
Knoflookpad
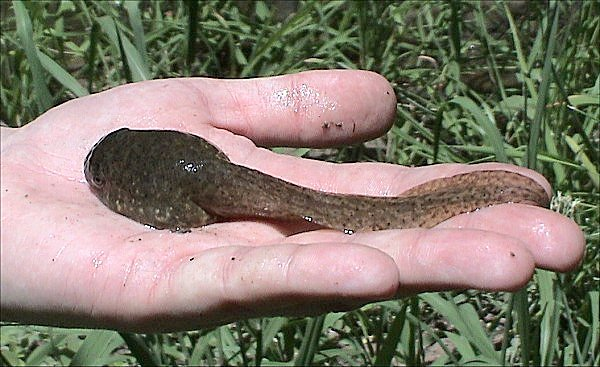
Brulkikker
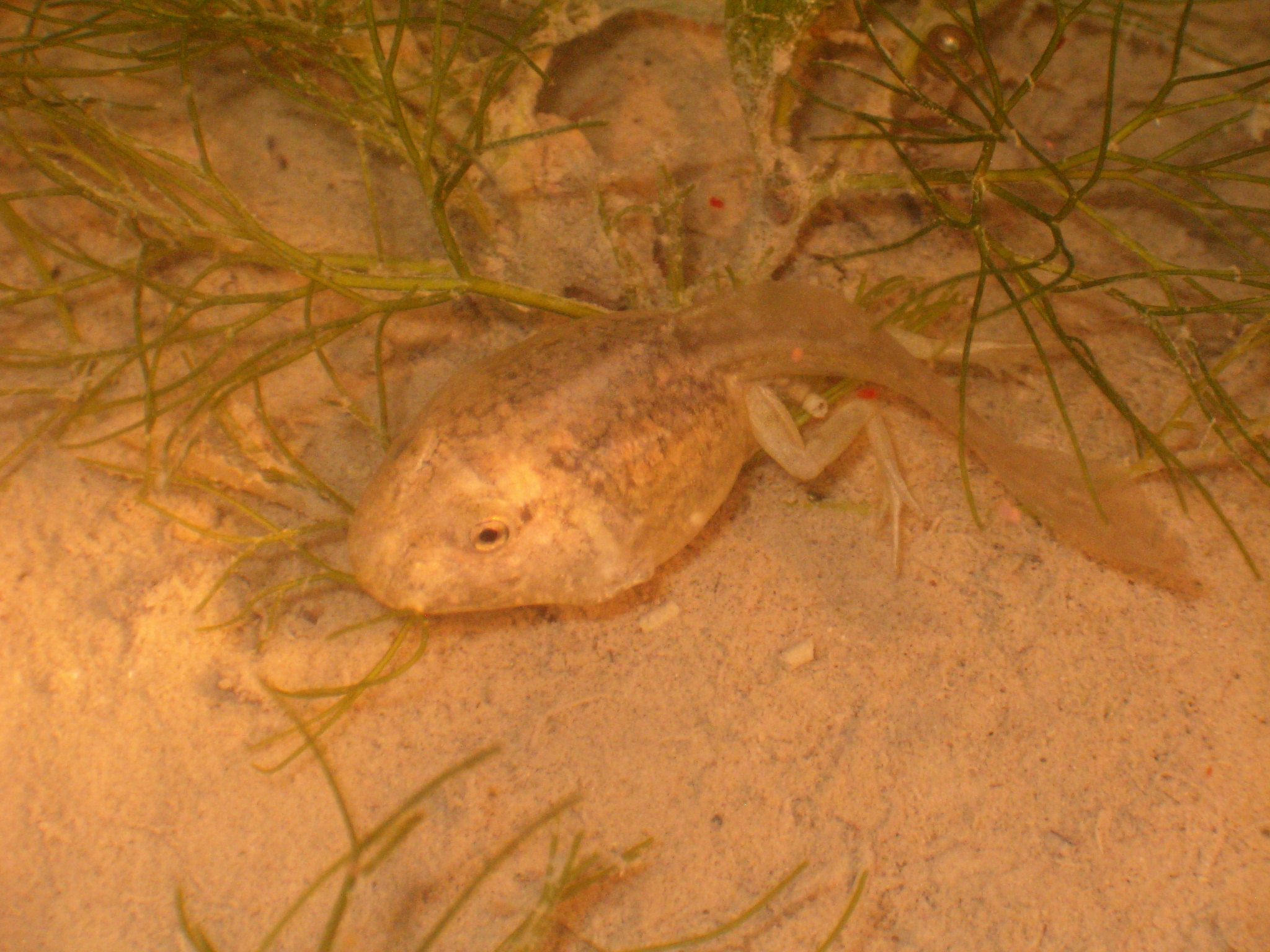
Groengestipte kikker
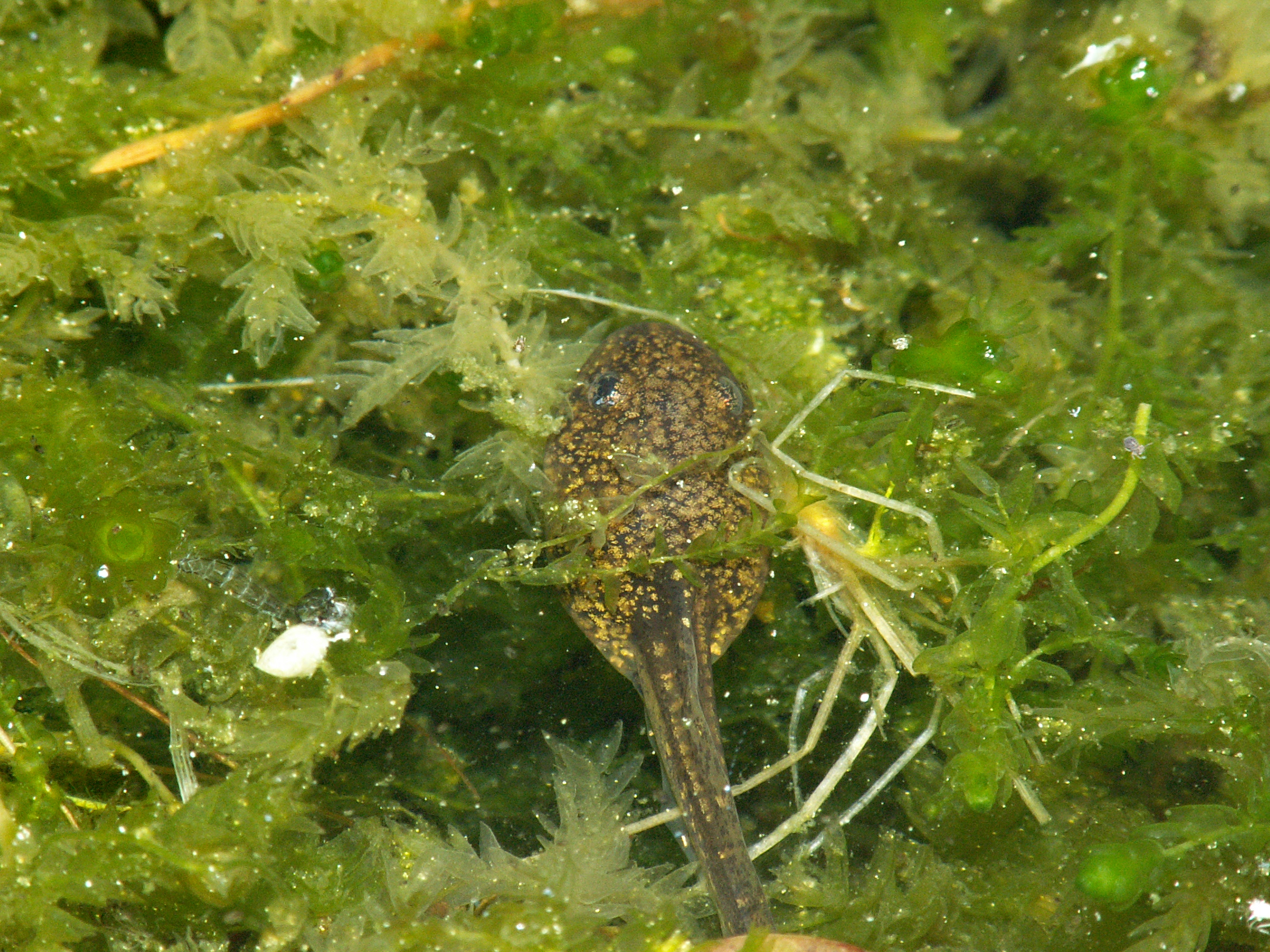
Bruine kikker
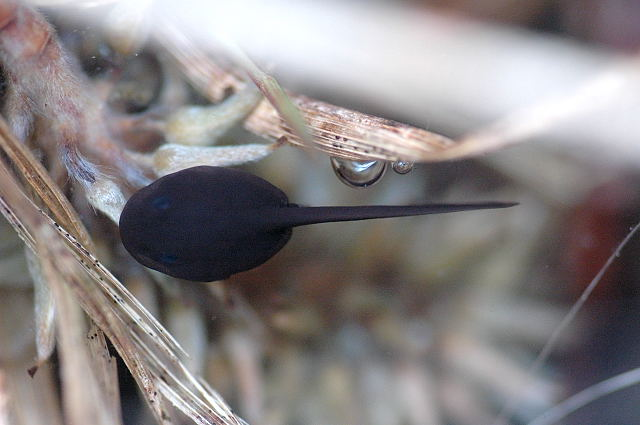
Gewone pad
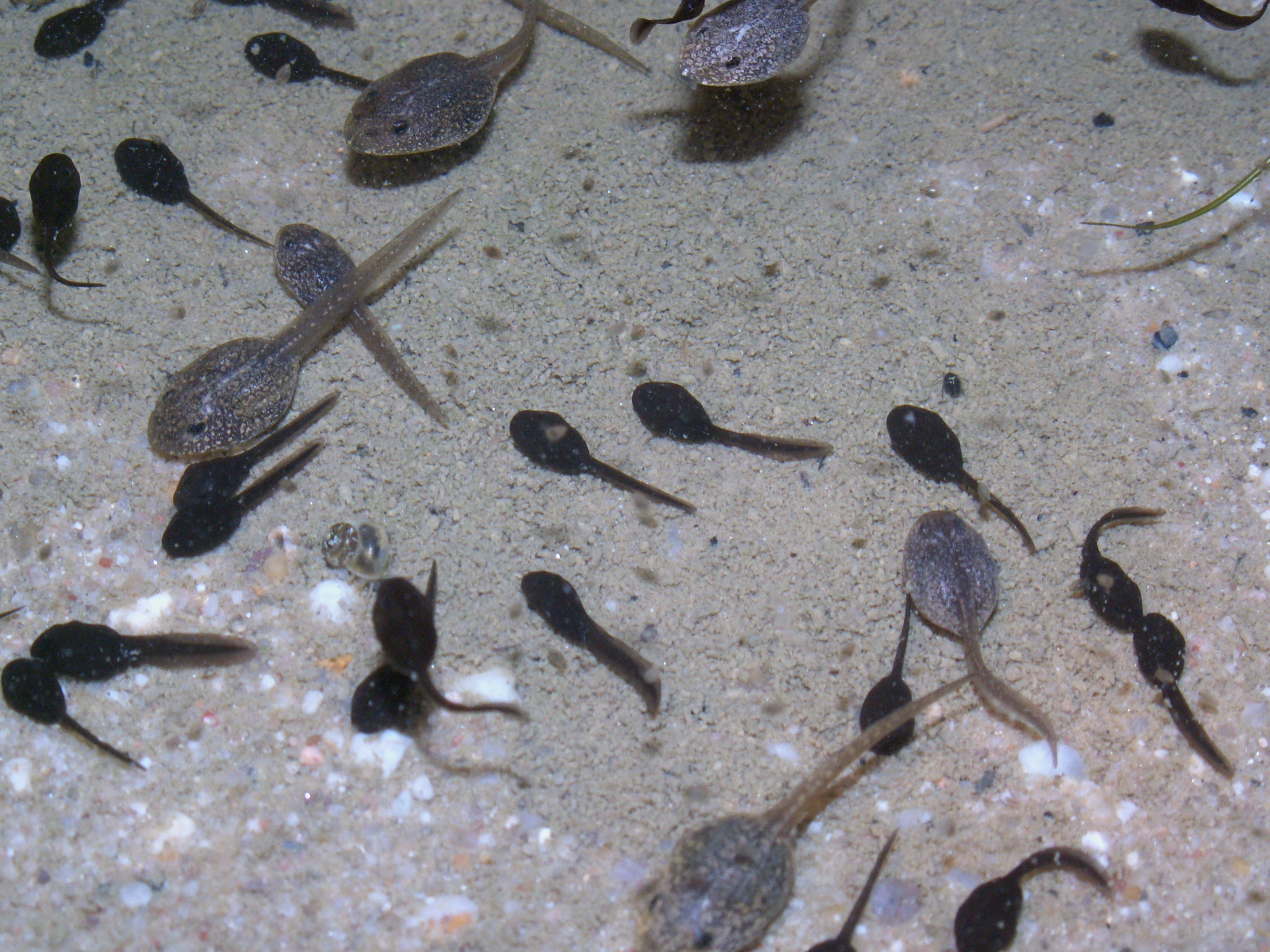
Gewone pad (zwart en klein) en de bruine kikker (grijs en groot)
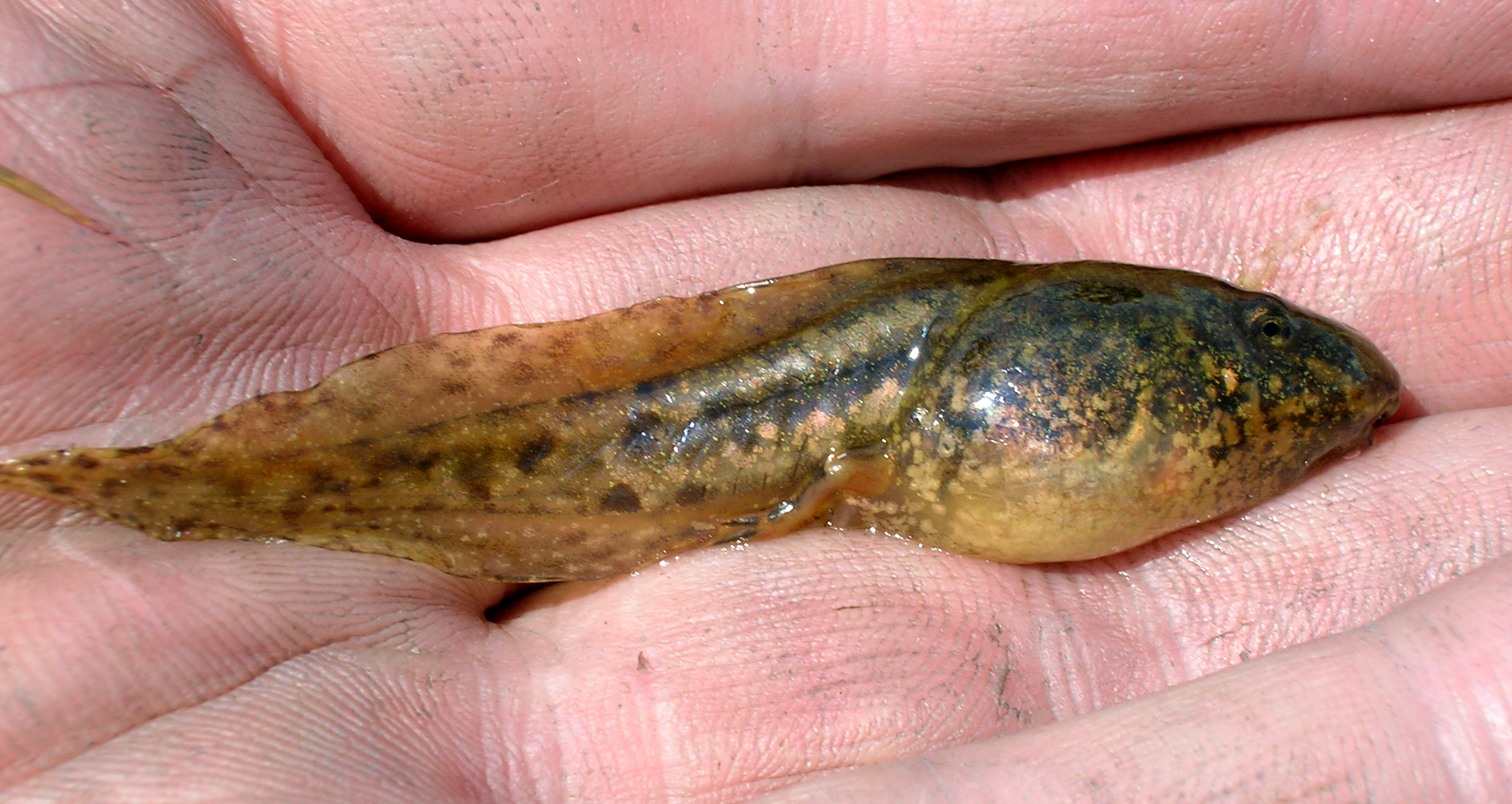
Bastaardkikker
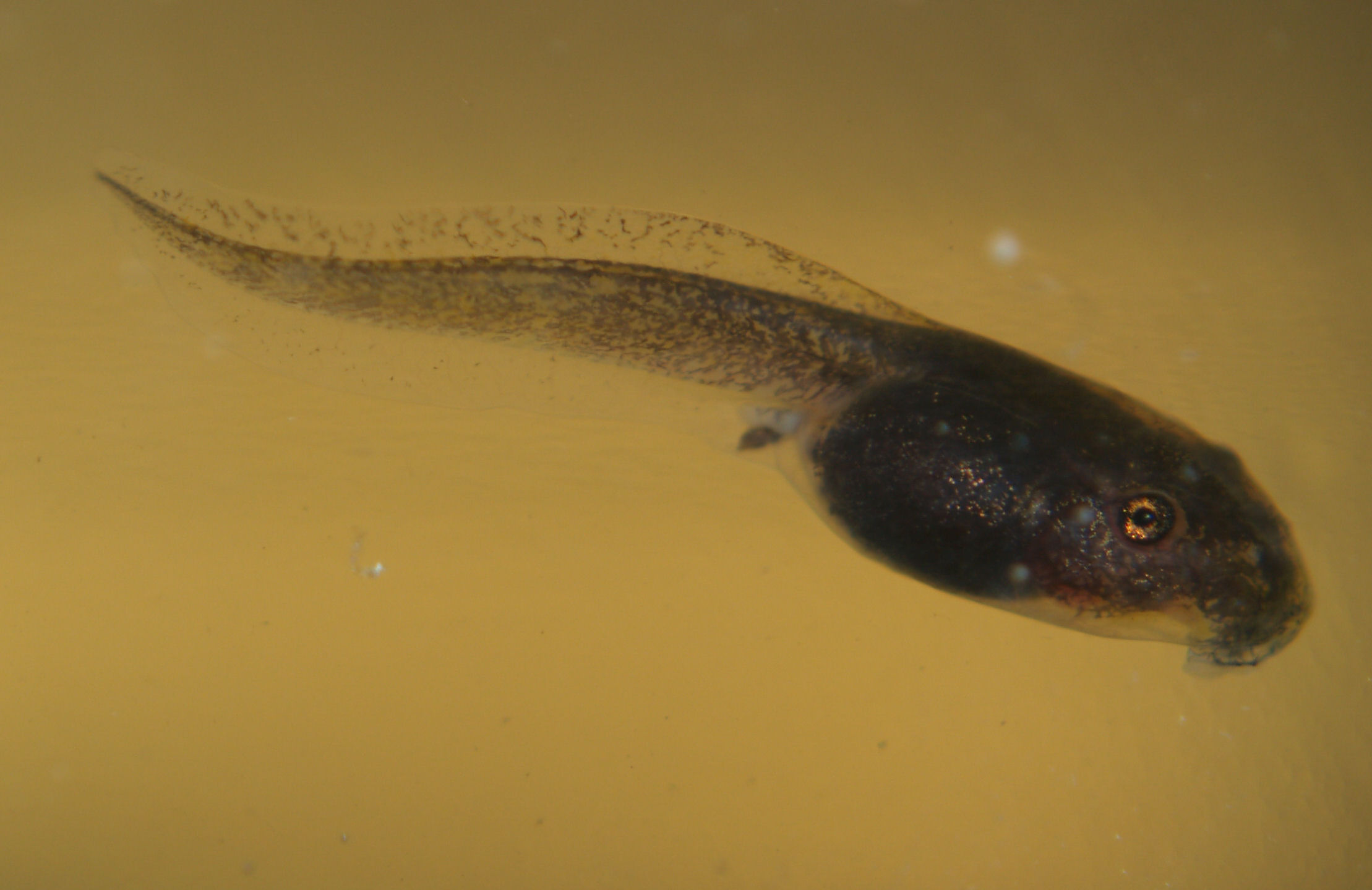
Litoria xanthomera uit Australië
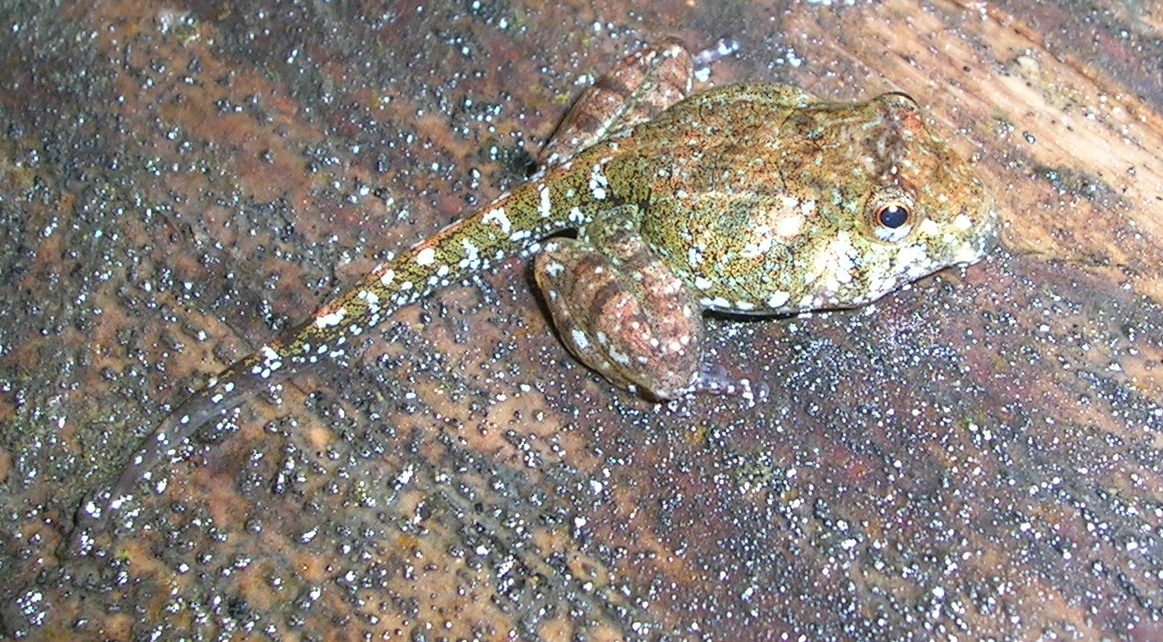
Indirana semipalmata uit India
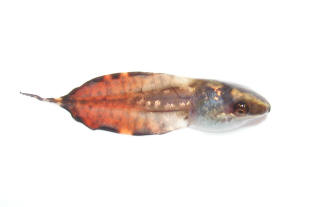
Dendropsophus ebraccatus uit Midden-Amerika
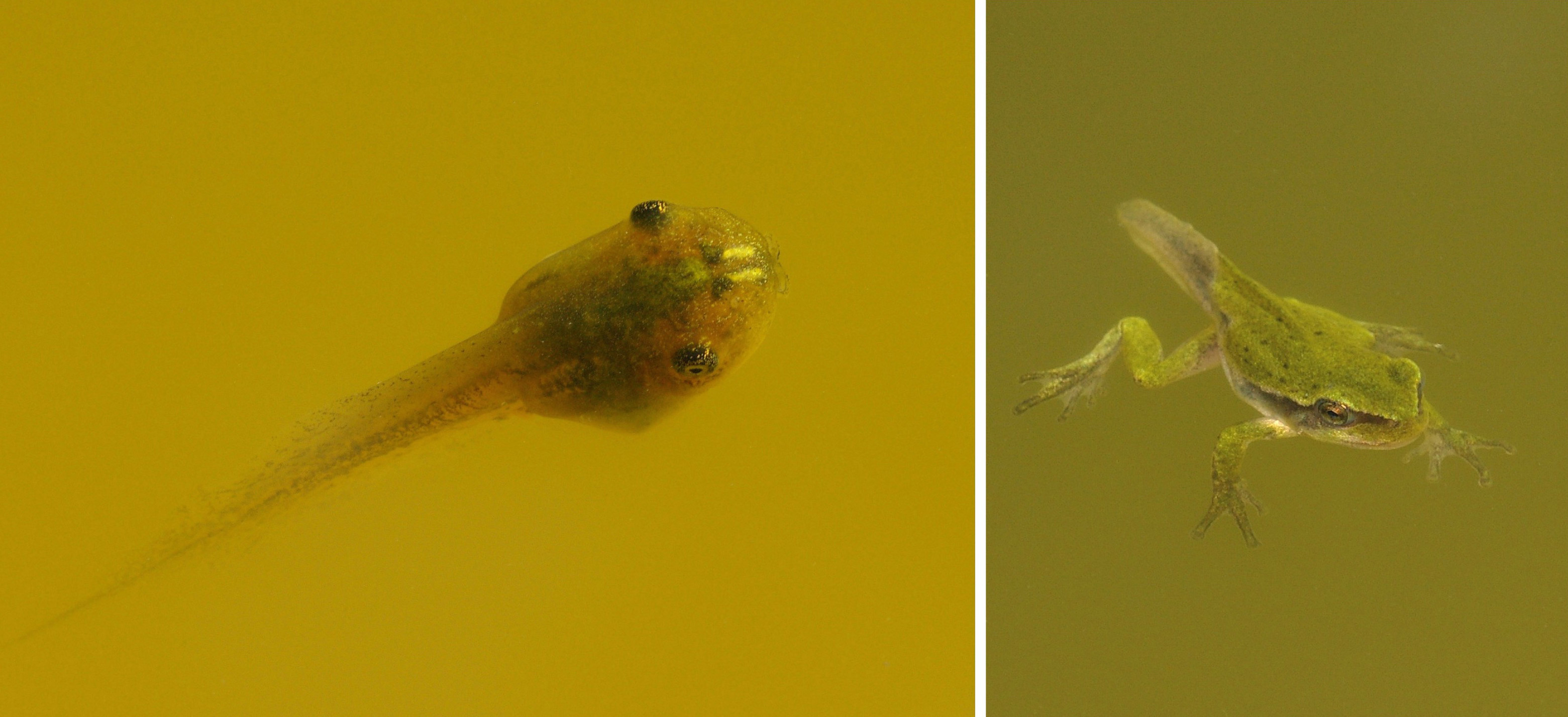
Europese boomkikker

### Kikkervisjes algemeen

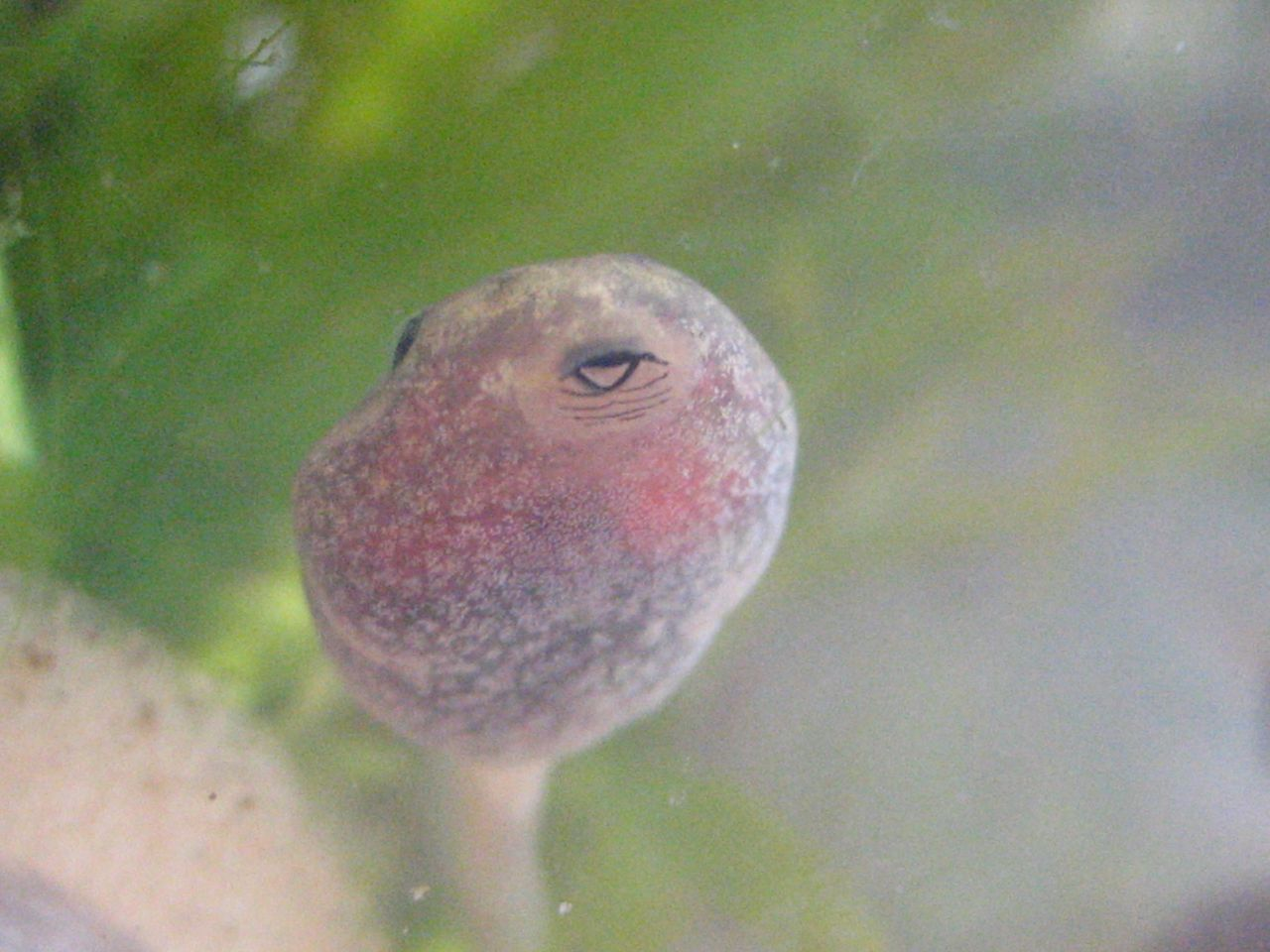
De mond van een kikkervisje, de rijen liptandjes zijn duidelijk zichtbaar als de donkere streepjes.
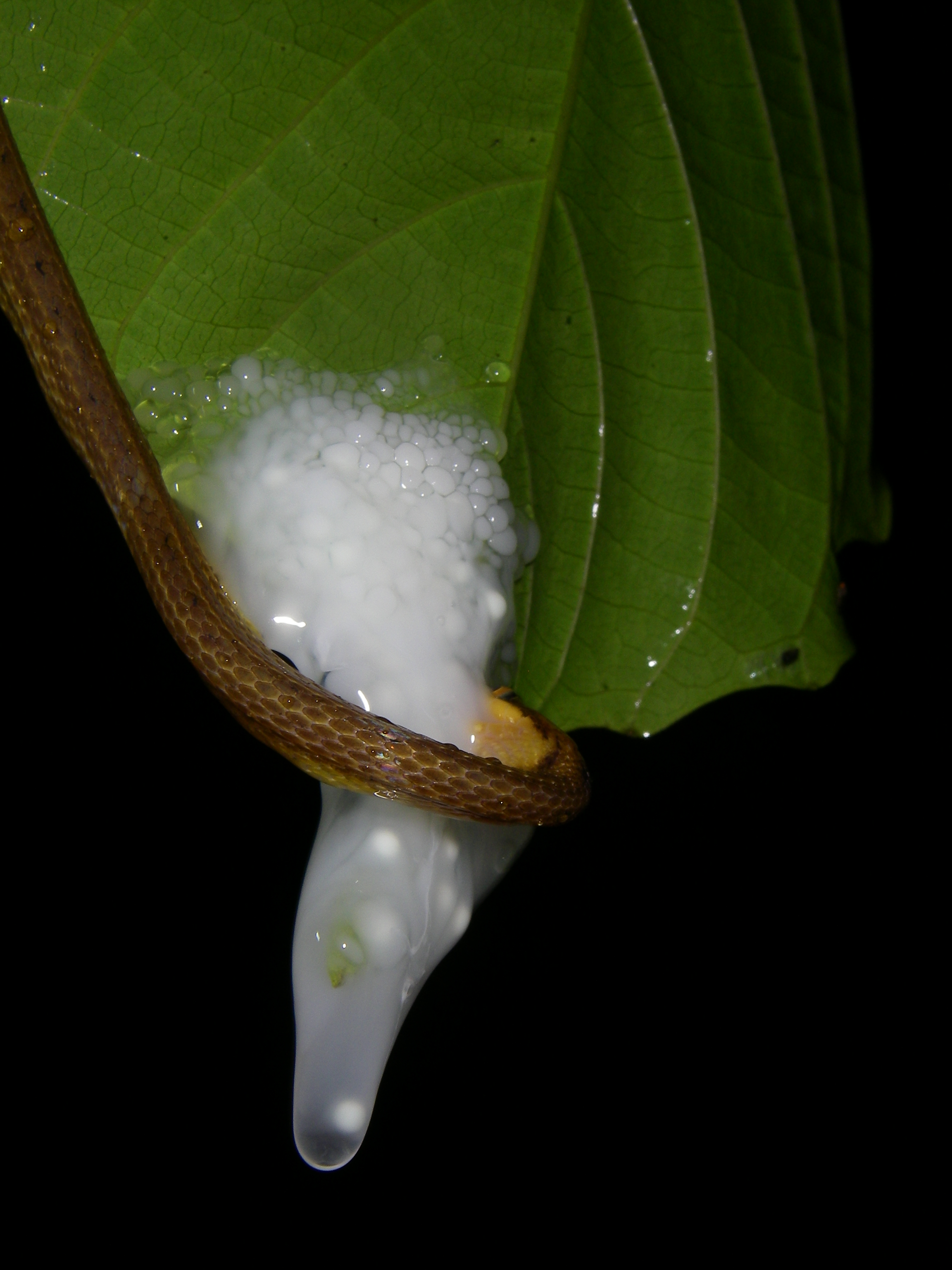
De gladde slang Compsophis laphystius eet de eieren van de Guibemantis depressiceps (familie Mantellidae).
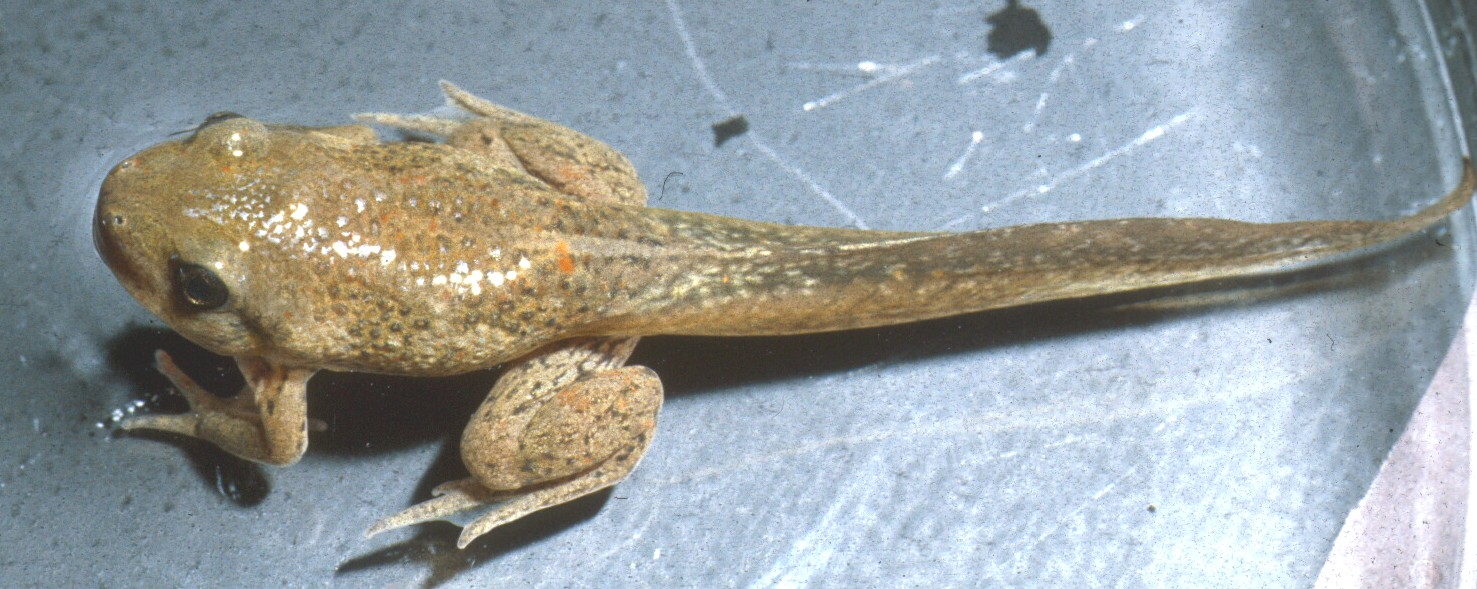
Bijna volgroeide larve van de knoflookpad
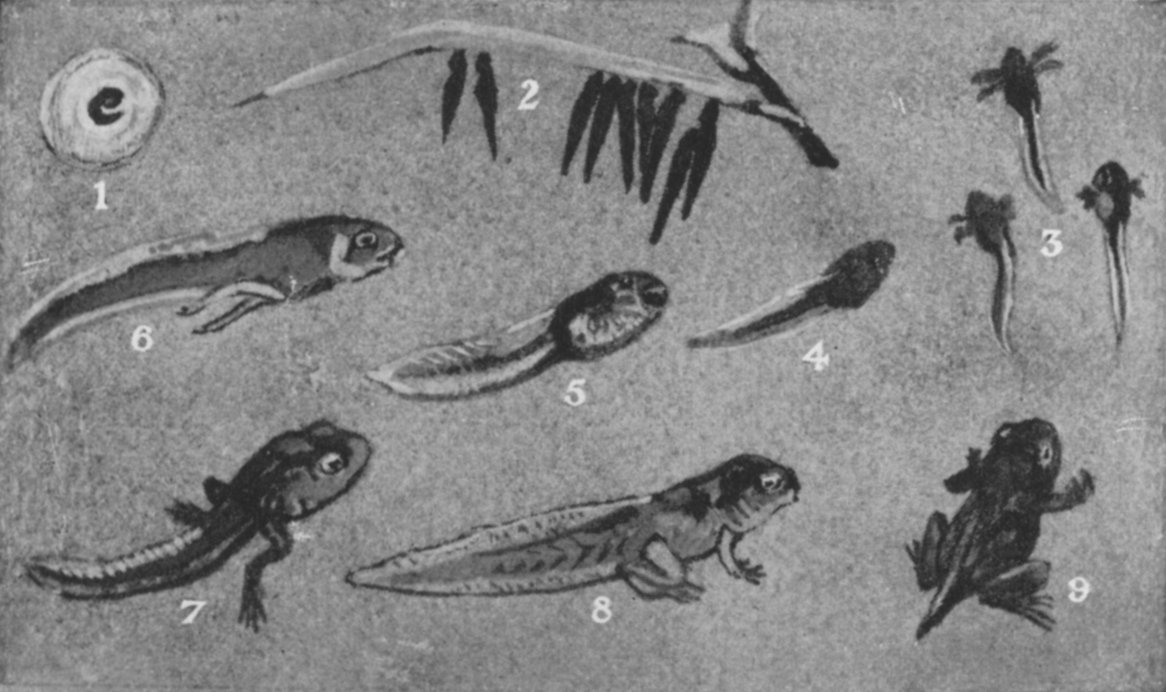
De ontwikkeling van ei tot kikker, volgens Dr. James Ritchie uit 1920.
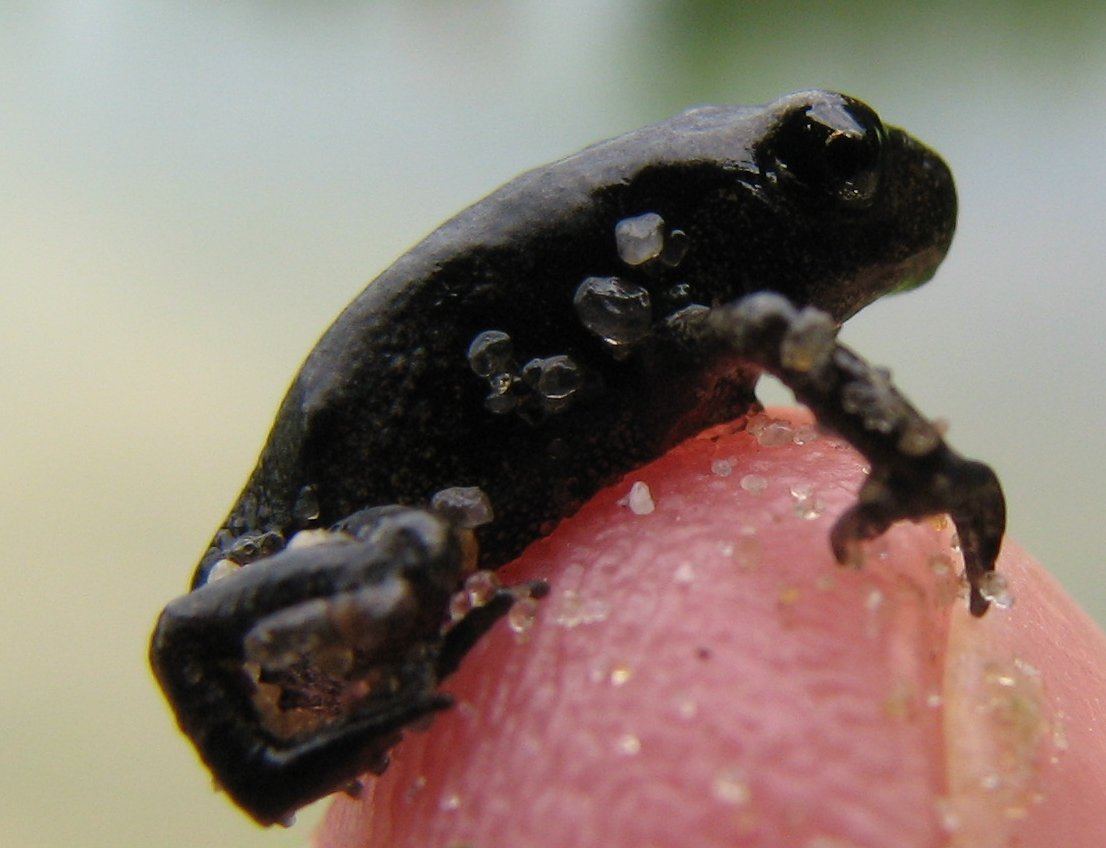
Pas gemetamorfoseerd padje
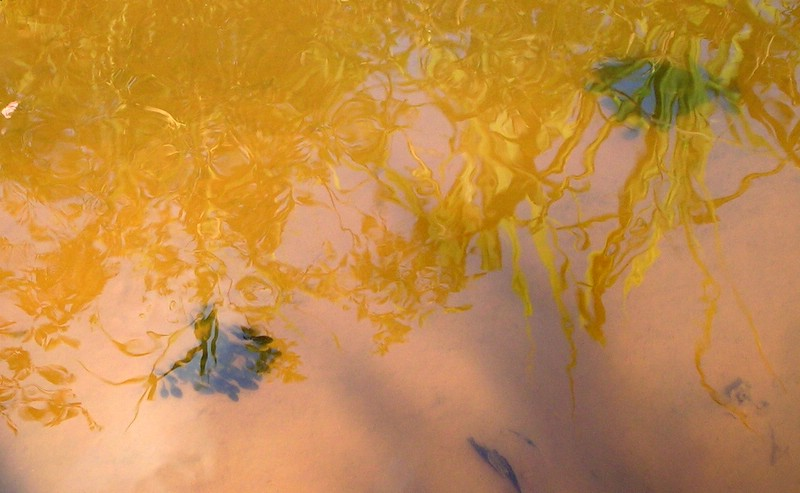
De larven van sommige soorten blijven bij elkaar en vormen scholen, hier Clinotarsus curtipes.
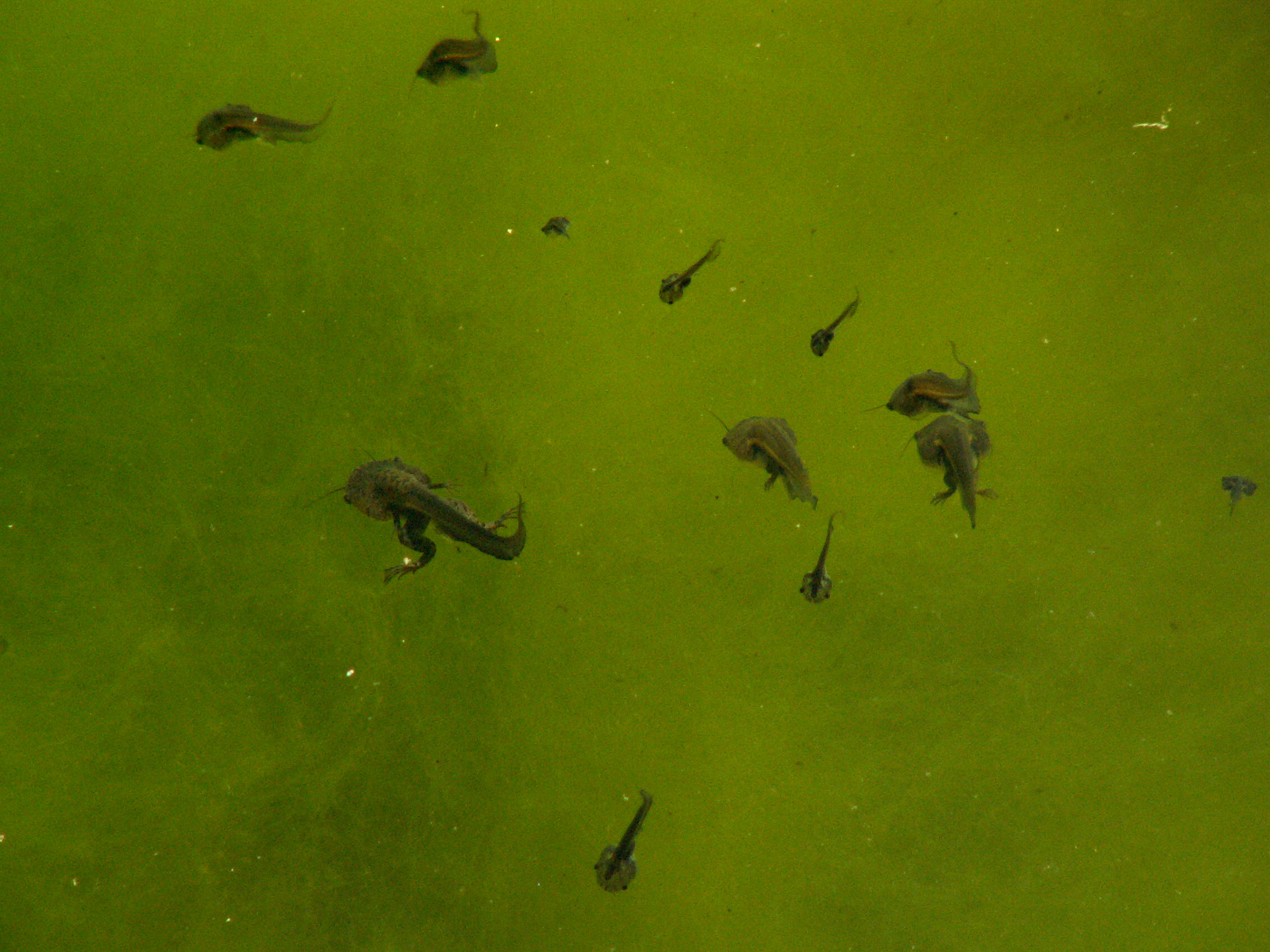
Larven van de klauwkikker (Xenopus) leven van plankton en hebben voelsprieten.
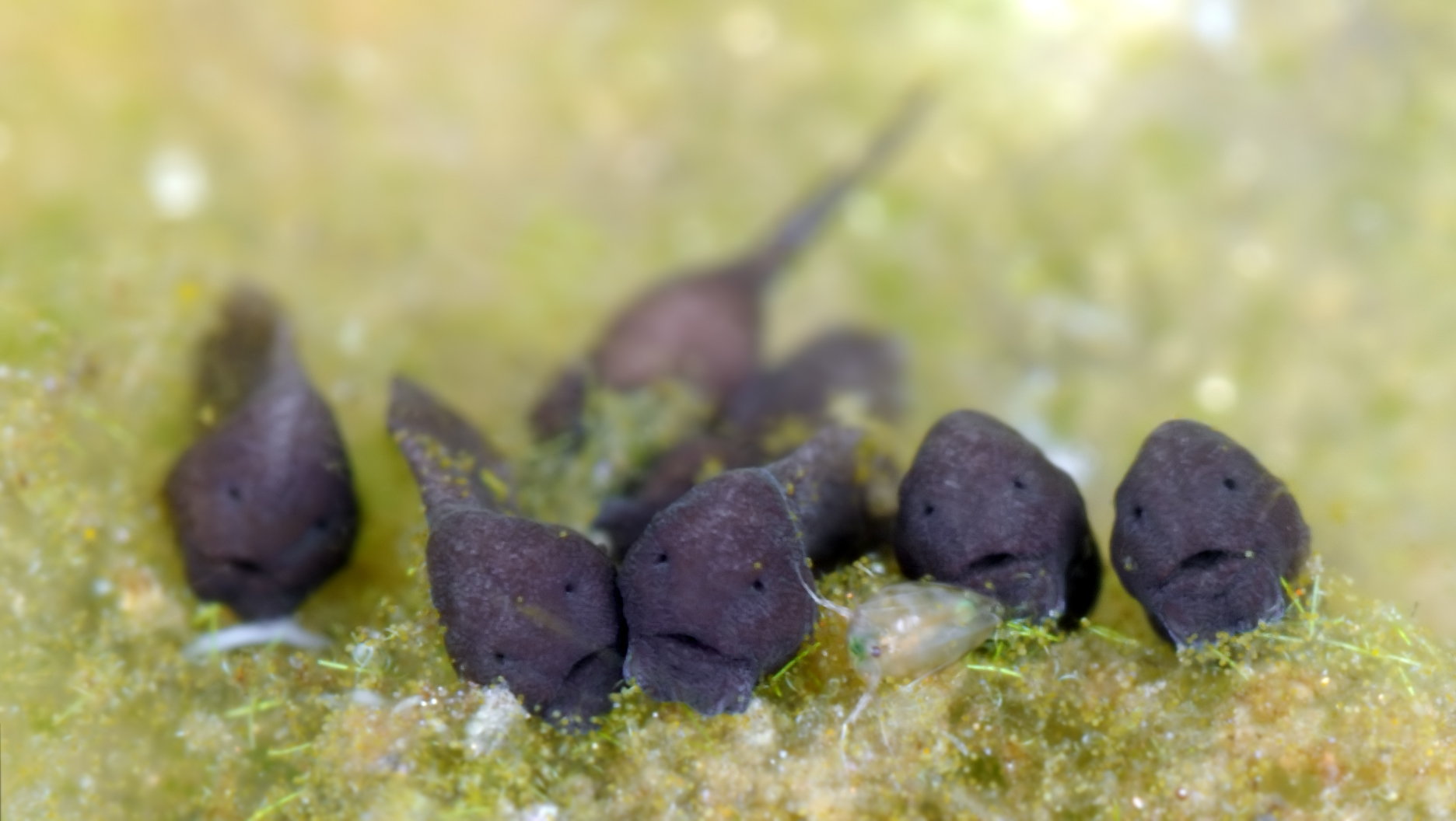
Jonge larven zetten zich vast met het hechtorgaan aan de onderzijde van de kop.
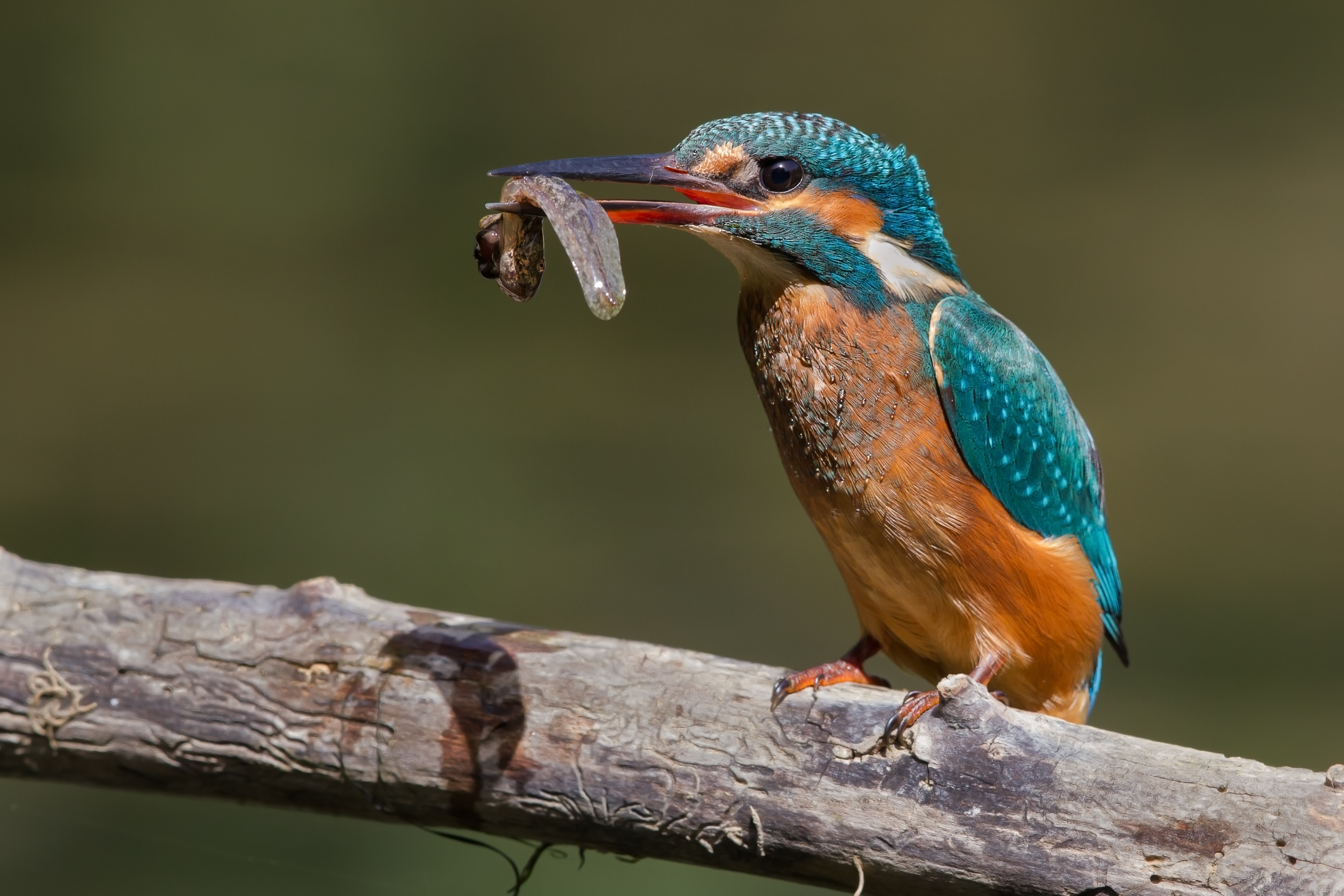
Een ijsvogel met een buitgemaakt kikkervisje.

### Schematische ontwikkeling

Uit: Meyers Konversations-Lexikon (1885 - 90)
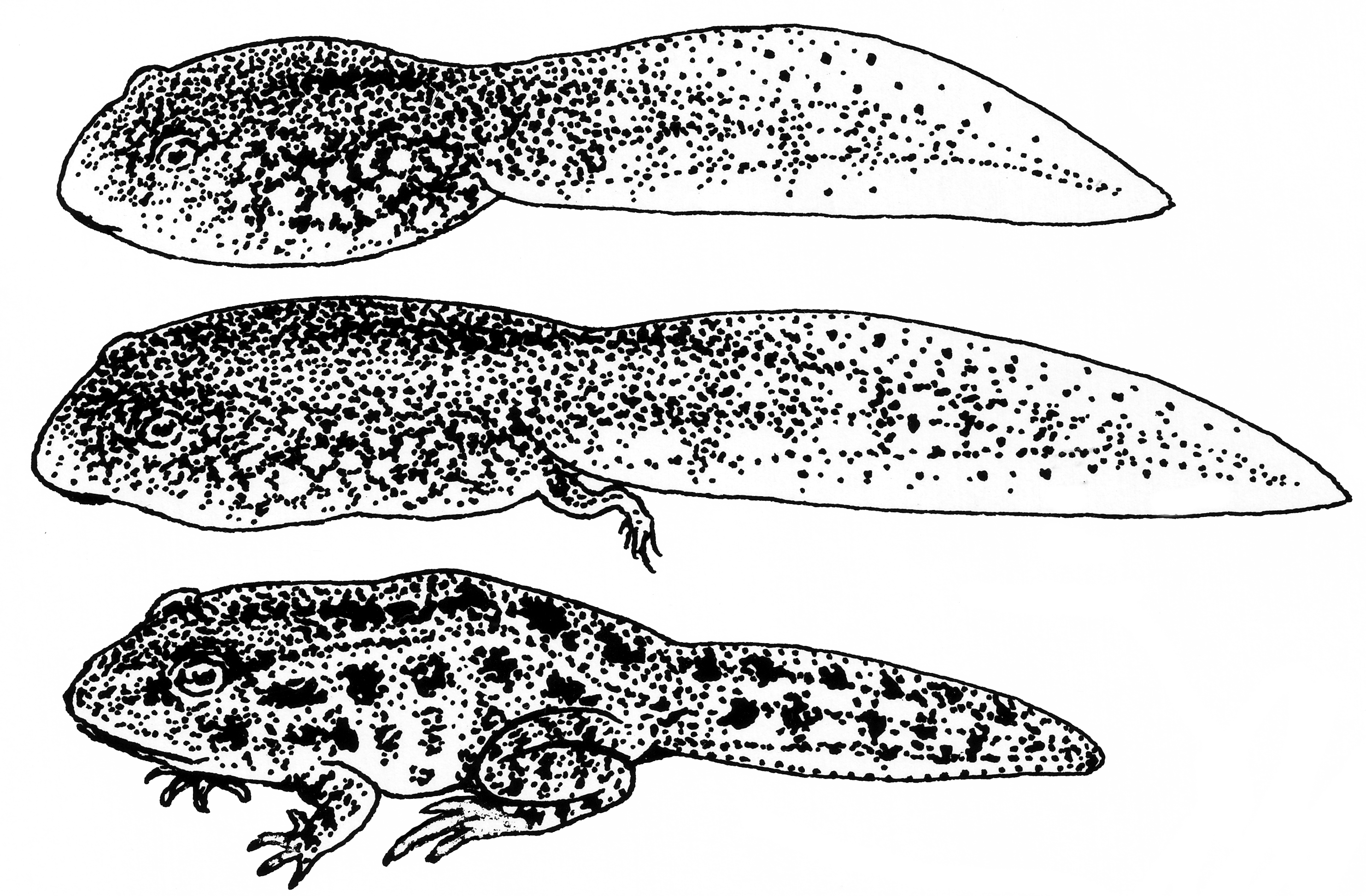
Pearson Scott Foresman
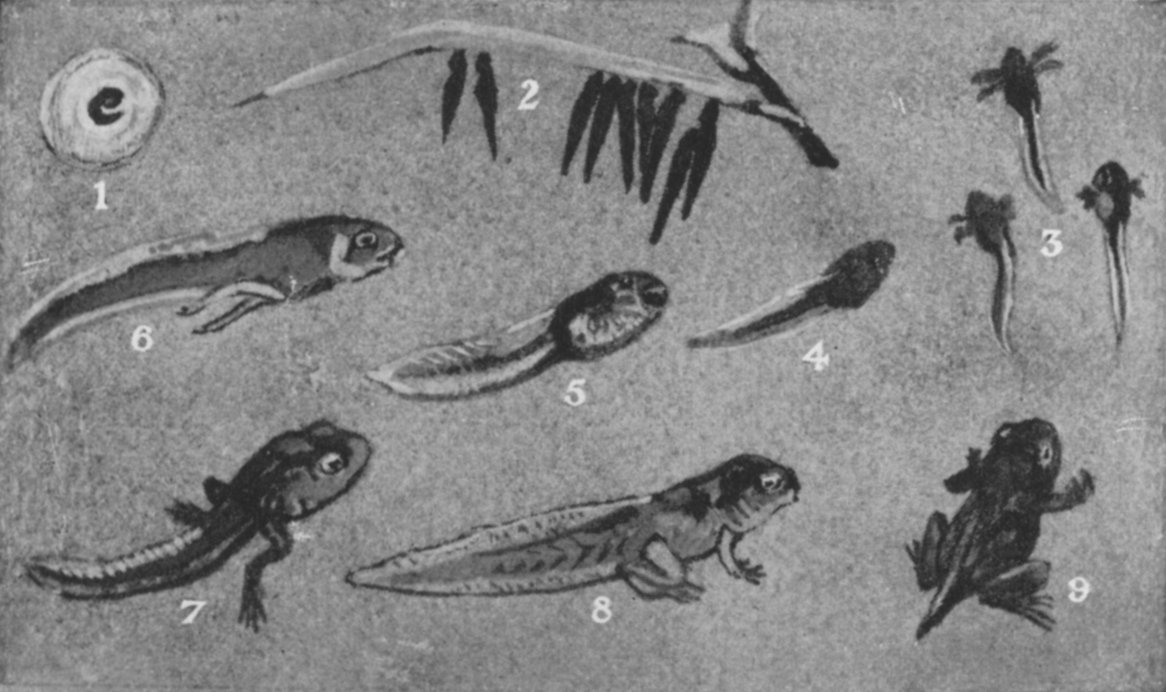
Dr. James Ritchie, 1920